# Hermann Hellriegel

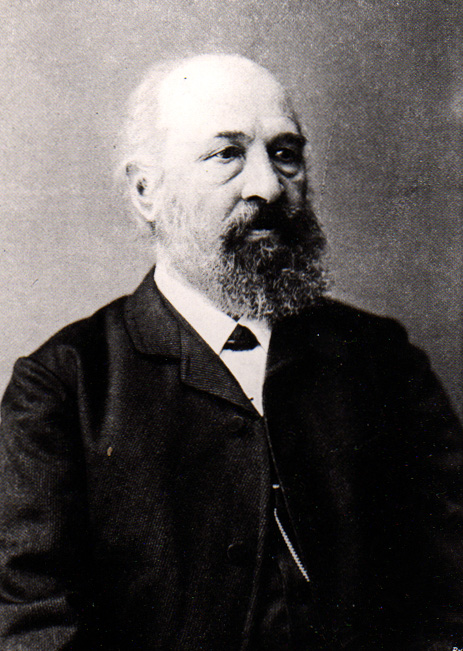
Hermann Hellriegel

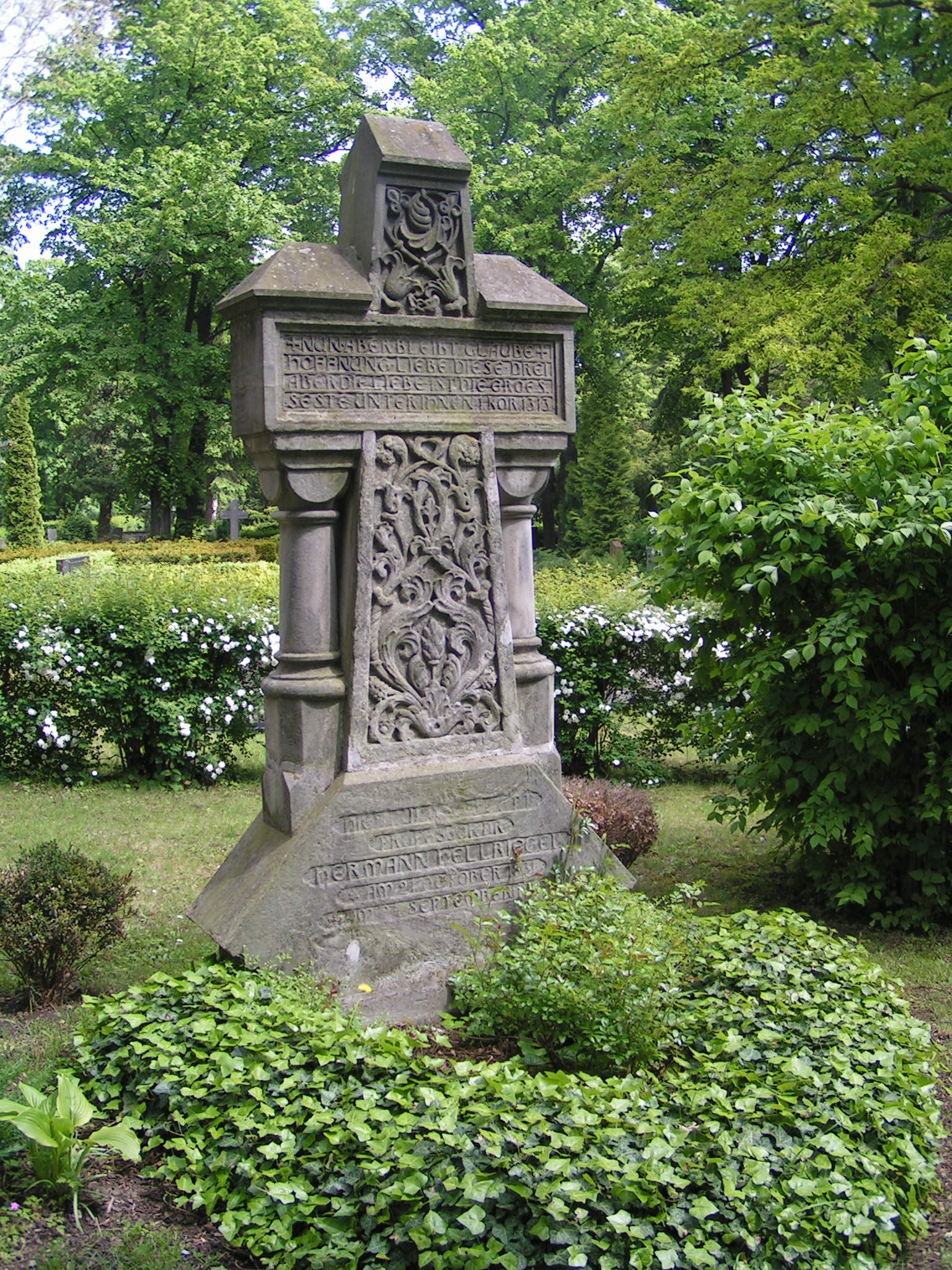
Grab von Hermann Hellriegel in Bernburg

Hermann Hellriegel (* 21. Oktober 1831 in Mausitz; † 24. September 1895 in Bernburg) war ein deutscher Agrikulturchemiker.
Hellriegel entdeckte 1886 die Fähigkeit der Leguminosen, elementaren Luftstickstoff aufzunehmen und pflanzenverfügbar zu machen, wenn Mikroorganismen in die Wurzeln eindringen und Knöllchen bilden. Die Aufklärung dieses Sachverhaltes gilt als eine der bedeutendsten Entdeckungen auf dem Gebiet der Pflanzenphysiologie im 19. Jahrhundert.

## Leben
Hermann Hellriegel – Sohn eines Landwirts – besuchte zunächst die Fürstenschule in Grimma und studierte dann an der Land- und Forstwirtschaftlichen Akademie in Tharandt. Von 1851 bis 1856 war er dort Assistent am agrikulturchemischen Laboratorium Julius Adolph Stöckhardts. Stöckhardt weckte sein Interesse für ungelöste Probleme auf dem Gebiet der Pflanzenernährung. 1854 promovierte Hellriegel an der Universität Leipzig mit einer 14 Seiten umfassenden Dissertation über die Keimung ölgebender Samen.
Von 1857 bis 1873 war Hellriegel Leiter der neu gegründeten Landwirtschaftlichen Versuchsstation Dahme in Dahme/Mark. Seit 1869 führte er den Titel Professor. 1873 siedelte er nach Bernburg über und wurde Berater der Herzoglich Anhaltischen Regierung. Gleichzeitig war er als landwirtschaftlicher Wanderlehrer tätig. Mit Unterstützung des Vereins für die Rübenzucker-Industrie des Deutschen Reichs gründete er 1882 in Bernburg eine landwirtschaftliche Versuchsstation, die später zur Landwirtschaftshochschule wurde und heute Teil der Hochschule Anhalt ist. Diese Station leitete er bis zu seinem Tode.
Obgleich Hellriegel durch seine wissenschaftlichen Arbeiten im Blickpunkt der Öffentlichkeit stand und ungezählte Wissenschaftler aus dem In- und Ausland ihn in Bernburg aufsuchten, blieb er ein bescheidener Forscher. Nach 1890 hat er die Methode der Sandkultur weiter verbessert. Die dabei gesammelten Erfahrungen beschrieb Hellriegel in zwei Abhandlungen, die postum erschienen.
Er wurde auf dem Friedhof II in Bernburg beigesetzt.

### Ehrungen
Hellriegel war Ehrenmitglied zahlreicher wissenschaftlicher Fachgesellschaften im In- und Ausland.
1889 wurde ihm die Goldene Liebig-Medaille verliehen. Seit 1892 war er korrespondierendes Mitglied der Académie des sciences in Paris. Freunde errichteten ihm 1897 in Bernburg ein Denkmal.
In Berlin-Dahlem wurde um 1920/1925 die Hellriegelstraße nach ihm benannt, die ein landwirtschaftliches Versuchsgelände durchquert.

## Die Methode der Sandkultur
An der Landwirtschaftlichen Versuchsstation Dahme sah Hellriegel seine Hauptaufgabe darin, den Nährstoffbedarf für die wichtigsten landwirtschaftlichen Kulturpflanzen zu ermitteln. Bei seinen umfangreichen Düngungsversuchen benutzte er die Methode der Sandkultur. Die Anzucht der Versuchspflanzen erfolgt in mit sterilem Sand gefüllten Gefäßen. Diese Verfahren entwickelte er zu einer weltweit anerkannten wissenschaftlichen Standardmethode.
Die wichtigsten Ergebnisse der in Dahme durchgeführten Düngungsversuche, bei denen Hellriegel auch den Einfluss der Faktoren Wärme, Licht und Wasser auf die Ertragsbildung der landwirtschaftlichen Kulturpflanzen untersucht hatte, veröffentlichte er 1883 in einem fast 800 Seiten umfassenden Buch unter dem Titel „Beiträge zu den naturwissenschaftlichen Grundlagen des Ackerbaus mit besonderer Berücksichtigung der agrikultur-chemischen Methode der Sandkultur“. Dieses wegweisende Werk gilt als ein „Klassiker“ der wissenschaftlichen Landbauliteratur und hat in den folgenden Jahrzehnten vor allem die methodischen Forschungskonzepte auf den Gebieten der Pflanzenernährung und Düngung nachhaltig beeinflusst.

## Die Lösung der „Stickstoff-Frage“
Als Leiter der Versuchsstation in Bernburg sollte Hellriegel vorrangig die Ernährungs- und Kulturbedingungen der Zuckerrübe erforschen und das seinerzeit aktuelle Problem der Rübenmüdigkeit aufklären. Da die Anzucht der Rüben mit der Methode der Sandkultur anfangs erhebliche Probleme bereitete, experimentierte er auch mit anderen Kulturpflanzen, um durch vergleichende Beobachtungen eine für die Zuckerrüben optimale Anzuchtmethodik zu entwickeln.
Bei den Versuchen, die Hellriegel mit seinem Assistenten Hermann Wilfarth durchführte, wurde beobachtet, dass in stickstofffreiem Sand heranwachsende Leguminosen zu völlig normalen Pflanzen mit den bekannten „Knöllchen“ an ihren Wurzeln heranwuchsen, wenn sie vorher mit einem wässrigen Bodenauszug „beimpft“ wurden. Weitere Beobachtungen führten schließlich zu der zwingenden Schlussfolgerung, dass die Quelle, aus der die mit „Knöllchen-Bakterien“ infizierten Leguminosen ihren Stickstoffbedarf decken, nur der elementare Stickstoff aus der Atmosphäre sein konnte.
Am 20. September 1886 berichtete Hellriegel auf der Jahrestagung der Gesellschaft Deutscher Naturforscher und Ärzte in Berlin erstmals über diese Entdeckung. Es war eine Sternstunde für die Landbauwissenschaft. Die jahrzehntelang intensiv diskutierte „Stickstoff-Frage“, das Rätsel über die Herkunft der großen Stickstoffgewinne beim Anbau von Leguminosen, war damit endgültig gelöst.
Die Versuche und deren Ergebnisse, die zu dieser Entdeckung führten, hat Hellriegel gemeinsam mit seinem langjährigen Mitarbeiter Hermann Wilfarth 1888 in der Schrift „Untersuchungen über die Stickstoffnahrung der Gramineen und Leguminosen“ veröffentlicht. Trotz kritischer Einwände einzelner Forscher ließ sich die Schlussfolgerung, die Hellriegel aus den Ergebnissen dieser Experimente gezogen hatte, nicht widerlegen. Fortan stand in der Praxis der Landbewirtschaftung der Zwischenfruchtanbau und die Gestaltung der Fruchtfolgen auf einem gesicherten wissenschaftlichen Fundament.

## Veröffentlichungen
- Beitrag zur Keimungsgeschichte der ölgebenden Samen. Dissertation phil., Leipzig, 1854.
- Beiträge zu den naturwissenschaftlichen Grundlagen des Ackerbaus mit besonderer Berücksichtigung der agricultur-chemischen Methode der Sandkultur. Braunschweig, 1883.
- (gemeinsam mit H. Wilfarth) Untersuchungen über die Stickstoffnahrung der Gramineen und Leguminosen. In: Zeitschrift des Vereins der Rübenzucker-Industrie des Deutschen Reichs, Band 38, Beilageheft, Berlin 1888.
- Düngungsversuch und Vegetationsversuch. Eine Plauderei über Forschungs-Methoden. In: Arbeiten der Deutschen Landwirtschafts-Gesellschaft, 1897, Heft 24 (19 S.).
- Die Methode der Sandkultur. In: Arbeiten der Deutschen Landwirtschafts-Gesellschaft, 1898, Heft 34, S. 7–19.